# Melanie Schlanger
Melanie Renée Schlanger OAM (Sunshine Coast, 31 d'agost de 1986) és una nedadora australiana d'estil lliure que va guanyar dues medalles als Jocs Olímpics de Pequín 2008 i tres medalles en Londres 2012. Entrena en el Commercial Swim Club amb l'entrenador Stephan Widmar.
Schlanger va ser membre de l'equip australià de relleus 4x100 metres estil lliure que va guanyar l'or al Campionat Mundial de 2007. Al Campionat de Natació d'Austràlia 2008 va qualificar com una membre de la 4 × 100 m i 4 × 200 m estil lliure per equips de relleus quedant tercera i cinquena en les proves individuals respectives. Ella va nedar la tercera etapa, tant en les eliminatòries i la final en el 4 × 100 metres lliures relleu, com Austràlia es va classificar sisena abans de reclamar la medalla de bronze en la final.